# Interpolacja Hermite’a
Interpolacja Hermite’a – interpolacja umożliwiająca znalezienie wielomianu przybliżającego według wartości
{\displaystyle y_{1}=f(x_{1}),y_{2}=f(x_{2}),\dots ,y_{n}=f(x_{n})}
na {\displaystyle n} danych węzłach {\displaystyle x_{1},x_{2},\dots ,x_{n},} oraz na wartościach pochodnych na wybranych węzłach
{\displaystyle f'(x_{1}),f''(x_{1}),\dots ,f^{(k_{1})}(x_{1}),\dots ,f'(x_{n}),\dots ,f^{(k_{n})}(x_{n}).}
Węzeł zadany bez pochodnej jest węzłem pojedynczym, a węzeł z danymi pochodnymi {\displaystyle 1,2,\dots ,k} jest węzłem {\displaystyle k+1}-krotnym.

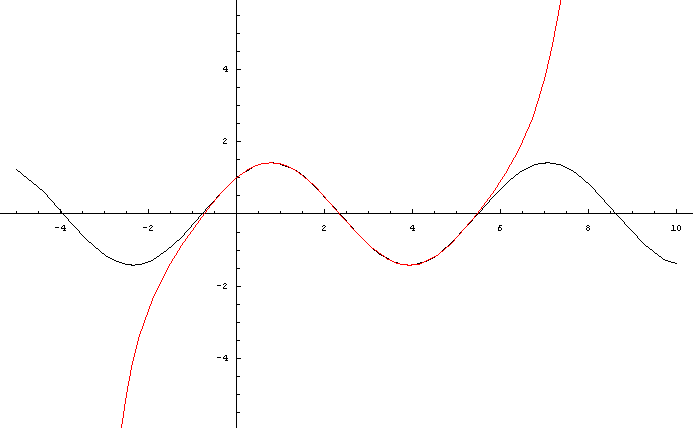
Funkcja (czarny) i jej wielomian interpolacyjny (czerwony) obliczony na podstawie 5 danych węzłów podwójnych w przedziale wygenerowany dzięki programowi Mathematica

## Algorytm
Algorytm jest podobny jak przy interpolacji Newtona. Kolumnę wypełnia się wszystkimi wartościami węzłów (jeżeli węzeł jest {\displaystyle k}-krotny, to umieszczamy go w tabeli {\displaystyle k} razy).
| {\displaystyle x_{i}}   | {\displaystyle f(x_{i})} |
| {\displaystyle x_{0}}   | {\displaystyle f(x_{0})} |
| {\displaystyle x_{1}}   | {\displaystyle f(x_{1})} |
| {\displaystyle x_{2}}   | {\displaystyle f(x_{2})} |
| {\displaystyle \vdots } | {\displaystyle \vdots }  |
| {\displaystyle x_{n}}   | {\displaystyle f(x_{n})} |
Następnie dopisuje się do każdej kolumny kolejne różnice dzielone, z tym wyjątkiem, że przy węzłach {\displaystyle k}-krotnych, {\displaystyle k>1,} gdzie, de facto, nie można obliczyć różnicy dzielonej, podstawia się wartości kolejnych pochodnych na węzłach podzielone przez silnię ze stopnia pochodnej. (W tabeli przedstawiony jest {\displaystyle 3}-krotny węzeł {\displaystyle x_{1}}).
| {\displaystyle x_{i}}   | {\displaystyle f(x_{i})} | {\displaystyle f[x_{i-1},x_{i}]} | {\displaystyle f[x_{i-2},x_{i-1},x_{i}]} |
| {\displaystyle x_{0}}   | {\displaystyle f(x_{0})} |                                  |                                          |
| {\displaystyle x_{1}}   | {\displaystyle f(x_{1})} | {\displaystyle f[x_{0},x_{1}]}   |                                          |
| {\displaystyle x_{1}}   | {\displaystyle f(x_{1})} | {\displaystyle f'(x_{1})}        | {\displaystyle f[x_{0},x_{1},x_{1}]}     |
| {\displaystyle x_{1}}   | {\displaystyle f(x_{1})} | {\displaystyle f'(x_{1})}        | {\displaystyle {\frac {f''(x_{1})}{2!}}} |
| {\displaystyle x_{2}}   | {\displaystyle f(x_{2})} | {\displaystyle f[x_{1},x_{2}]}   | {\displaystyle f[x_{1},x_{1},x_{2}]}     |
| {\displaystyle \vdots } | {\displaystyle \vdots }  | {\displaystyle \vdots }          |                                          |
| {\displaystyle x_{n}}   | {\displaystyle f(x_{n})} | {\displaystyle f[x_{n-1},x_{n}]} | {\displaystyle f[x_{n-2},x_{n-1},x_{n}]} |
Tabelę uzupełnia się do końca jak przy interpolacji Newtona, uznając ciągłe pochodne na węzłach wielokrotnych jako różnice dzielone rzędu drugiego.
| {\displaystyle x_{i}}   | {\displaystyle f(x_{i})} | {\displaystyle f[x_{i-1},x_{i}]} | {\displaystyle f[x_{i-2},x_{i-1},x_{i}]} | {\displaystyle f[x_{i-3},x_{i-2},x_{i-1},x_{i}]} | {\displaystyle \cdots } | {\displaystyle f[x_{i-n},\dots ,x_{i}]} |
| {\displaystyle x_{0}}   | {\displaystyle f(x_{0})} |                                  |                                          |                                                  |                         |                                         |
| {\displaystyle x_{1}}   | {\displaystyle f(x_{1})} | {\displaystyle f[x_{0},x_{1}]}   |                                          |                                                  |                         |                                         |
| {\displaystyle x_{1}}   | {\displaystyle f(x_{1})} | {\displaystyle f'(x_{1})}        | {\displaystyle f[x_{0},x_{1},x_{1}]}     |                                                  |                         |                                         |
| {\displaystyle x_{1}}   | {\displaystyle f(x_{1})} | {\displaystyle f'(x_{1})}        | {\displaystyle {\frac {f''(x_{1})}{2!}}} | {\displaystyle f[x_{0},x_{1},x_{1},x_{1}]}       |                         |                                         |
| {\displaystyle \vdots } | {\displaystyle \vdots }  | {\displaystyle \vdots }          | {\displaystyle \vdots }                  | {\displaystyle \vdots }                          | {\displaystyle \ddots } |                                         |
| {\displaystyle x_{n}}   | {\displaystyle f(x_{n})} | {\displaystyle f[x_{n-1},x_{n}]} | {\displaystyle f[x_{n-2},x_{n-1},x_{n}]} | {\displaystyle f[x_{n-3},x_{n-2},x_{n-1},x_{n}]} | {\displaystyle \cdots } | {\displaystyle f[x_{0},\dots ,x_{n}]}   |
Definiując {\displaystyle a_{i}} jako wartości na przekątnej, {\displaystyle i=1,2,3,\dots ,m,} gdzie {\displaystyle m} to suma krotności węzłów, otrzymuje się wielomian:
{\displaystyle w(x)=\sum _{i=0}^{m}a_{i}\prod _{j=0}^{i-1}(x-{\bar {x}}_{j}),}
gdzie {\displaystyle {\bar {x}}_{i}={x_{1},x_{1},\dots ,x_{1},x_{2},x_{2},\dots ,x_{2},\dots ,x_{n}},} przy czym każdy {\displaystyle k}-krotny węzeł występuje {\displaystyle k} razy.

## Przykład
Należy znaleźć wielomian interpolacyjny, przybliżający funkcję o zadanych węzłach dwukrotnych:
{\displaystyle {\begin{array}{lcl}x_{1}=1&,&x_{2}=3\\f(x_{1})=3&,&f(x_{2})=5\\f'(x_{1})=2&,&f'(x_{2})=6\end{array}}}
Zapisuje się wartości w tabeli:
| {\displaystyle x_{i}} | {\displaystyle f(x_{i})} |
| {\displaystyle 1}     | {\displaystyle 3}        |
| {\displaystyle 1}     | {\displaystyle 3}        |
| {\displaystyle 3}     | {\displaystyle 5}        |
| {\displaystyle 3}     | {\displaystyle 5}        |
Następnie w miejsce powtarzającego się węzła wstawia się wartości pochodnej, a w pozostałe miejsca (w tym przypadku jedno) wstawia się odpowiednią różnicę dzieloną:
| {\displaystyle x_{i}} | {\displaystyle f(x_{i})} | {\displaystyle R_{2}(x_{i})} |
| {\displaystyle 1}     | {\displaystyle 3}        | –                            |
| {\displaystyle 1}     | {\displaystyle 3}        | {\displaystyle 2}            |
| {\displaystyle 3}     | {\displaystyle 5}        | {\displaystyle 1}            |
| {\displaystyle 3}     | {\displaystyle 5}        | {\displaystyle 6}            |
Następnie uzupełnia się do końca tabelę:
| {\displaystyle x_{i}} | {\displaystyle f(x_{i})} | {\displaystyle R_{2}(x_{i})} | {\displaystyle R_{3}(x_{i})}    | {\displaystyle R_{4}(x_{i})}   |
| {\displaystyle 1}     | {\displaystyle 3}        | –                            | –                               | –                              |
| {\displaystyle 1}     | {\displaystyle 3}        | {\displaystyle 2}            | –                               | –                              |
| {\displaystyle 3}     | {\displaystyle 5}        | {\displaystyle 1}            | {\displaystyle -{\frac {1}{2}}} | –                              |
| {\displaystyle 3}     | {\displaystyle 5}        | {\displaystyle 6}            | {\displaystyle {\frac {5}{2}}}  | {\displaystyle {\frac {3}{2}}} |
Zatem otrzymuje się wielomian:
{\displaystyle w(x)=3+2(x-1)-{\frac {1}{2}}(x-1)^{2}+{\frac {3}{2}}(x-1)^{2}(x-3)={\frac {3}{2}}x^{3}-8x^{2}+{\frac {27}{2}}x-4.}
Łatwo sprawdzić, że interpoluje on dane punkty:
{\displaystyle w(1)={\frac {3}{2}}-8+{\frac {27}{2}}-4=3}
{\displaystyle w'(1)={\frac {9}{2}}-16+{\frac {27}{2}}=2}
{\displaystyle w(3)={\frac {3}{2}}\cdot 27-8\cdot 9+{\frac {27}{2}}\cdot 3-4=5}
{\displaystyle w'(3)={\frac {9}{2}}\cdot 9-16\cdot 3+{\frac {27}{2}}=6.}